# Monique Fessl

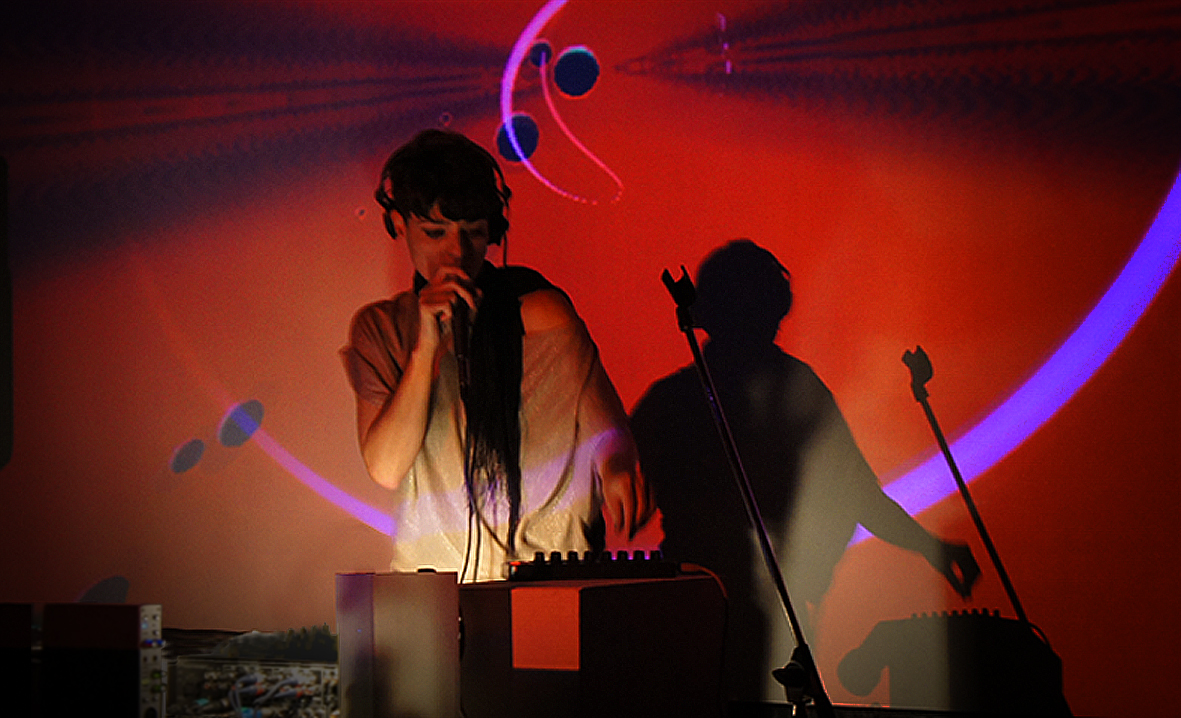
Monique Fessl, Moscow 2014

Monique Fessl ist eine österreichische Musikproduzentin, Komponistin, DJ, Sängerin und Künstlerin.

## Leben und Werk
Monique Fessl erhielt ab dem vierten Lebensjahr Flötenunterricht, gefolgt von Musikunterricht für Steirische Ziehharmonika, Akkordeon, Klavier, Gitarre, Schlagzeug, Harmonium und Gesang.
Die Arbeit an eigenen Kompositionen begann Mitte der 90er Jahre. Bereits die erste Veröffentlichung mit der Band „Back to Godhead“, einer klassischen Gitarrenbandformation, landete beim FM4 Skype Music Award in Österreich auf Platz eins und europaweit auf Platz zwei. Darauf folgten weitere Veröffentlichungen in verschiedenen Formationen wie Shuka oder Nimai (mit dem deutschen Musiker und Produzenten Gregor Hennig) zwischen Pop und elektronischer Musik.
2003 folgte eine Nominierung zum Amadeus Award mit Nimai.
Seit 2006 arbeitete Monique Fessl solo. Stilistisch bewegte sie sich zwischen Elektronischer Musik und Techno, meist mit ihrem melodiösen Gesang kombiniert. Es folgten Releases auf renommierten Labels wie Tongut (Schweiz) oder dem Grazer Label Zeiger, mit dem 2008 veröffentlichten FM4 Hit „Schnee mit Matsch“.
Monique Fessl hat das Studium der Astrophysik an der Karl-Franzens-Universität Graz abgeschlossen sowie den Lehrgang für Media- und Interaction Design an der FH Joanneum. Sie ist Mitglied von female:pressure, einer internationalen Datenbank für weibliche DJs, Musikproduzentinnen und Künstlerinnen, gegründet von Electric Indigo.

## Diskografie
Alben
- 1998: Icecream for Love (with Back to Godhead)
- 1999: Play me (with Shuka)
- 2002: Fallen from a Star (with Nimai)

EPs
- 2008: Who knows, Tongut

Singles
- 2014: The Violets (Monique Fessl Remix), Favela Gold

Weitere Veröffentlichungen von einzelnen Musikstücken
- 1996: Springtime, Shelter, Jaya Radha-Madhava, Desaster Area, Promotion-Sampler
- 1999: Sugar Candy Mountain, Dream, pop 37,38, pop!platte
- 1999: Sugar Candy Mountain, Austrian Sound Odyssey, projekt pop!, AKM, IFPI Austria, SR-Archiv Österreichischer Popularmusik
- 2001: The Lovesong, Soundtrack Ikarus, monkey music
- 2002: One Love, FM4 Soundpark, VWSF-03/02
- 2003: What, When, If, Is?, Nibblingontheloops, Sevenahalf
- 2008: Let loose (mit Willi Ganster), Soundtrack Schlimmer geht’s nimmer
- 2008: The Love Track (Apoll Re-Loved), Konform, Tongut
- 2008: Schnee mit Match, Styrian Stylez, Zeiger Records
- 2009: About it we are silent (Remix), Sozonov, Compilation Elevate, Zero inch, Kangaroo
- 2009: The Love Track (Apoll Re-Loved), Minimal Techno Vol. 7, futuraudio Records
- 2009: Im Augenblick (mit Martin Mathy), Styrian Stylez, Zeiger Records
- 2011: Crater (Sozonov ft. Monique Fessl), Felerica
- 2012: Komm Gib Mir Deine Hand (Gastmusikerin, Jugend, Binder & Krieglstein), earcandy recordings

Live sets
- 8. April 2015 Eröffnungskonzert Ausstellung „Desiring the real.Austria contemporary“, Club OnStage, Shanghai/China mit Dorit Chrysler
- 19. März 2015 sound:frame – „Departures: Austrian Days“, Pilsen – Europäische Kulturhauptstadt 2015, Tschechien mit Bernhard Fleischmann und Sixtus Preiss